# اوسامو کوبایاشی (کارگردان انیمیشن)
اوسامو کوبایاشی (انگلیسی: Osamu Kobayashi؛ زادهٔ ۹ ژانویهٔ ۱۹۴۵) پویانما، کارگردان پویانمایی، و کارگردان فیلم اهل ژاپن است.